# Molophilus improcerus
Molophilus improcerus är en tvåvingeart som beskrevs av Alexander 1939. Molophilus improcerus ingår i släktet Molophilus och familjen småharkrankar. Inga underarter finns listade i Catalogue of Life.